# 小行星1895
小行星1895（1895 Larink）是一颗围绕太阳公转的小行星。1971年10月26日，盧波什·科胡特克在汉堡发现了此天体。
該小行星以德國天文學家約翰尼斯·拉林克（Johannes Larink）命名。
这颗小行星的绝对星等为53.74198504421339等。